# Legs Diamond
I Legs Diamond sono una band hard rock fondata a San Francisco, California, nel 1975.
Spesso descritti come la miglior band sconosciuta d'America, i Legs Diamond, nonostante il loro talento, non riuscirono mai a raggiungere forti vendite per diverse ragioni estranee al loro controllo. Il loro stile marcatamente melodico fece guadagnare al gruppo una schiera di ammiratori, tuttavia, la loro notorietà diminuì fortemente già a partire dalla metà degli anni 1980.

## Storia

### Anni 70
Ispirandosi al nome del famoso gangster mafioso degli anni trenta Jack "Legs" Diamond, questa formazione cominciò a prendere vita nel 1972 dal bassista Michael Gargano e dal batterista Jeff Poole. Fu però nel 1974 che venne a formarsi la prima vera formazione. Insoddisfatti del loro frontman, un uomo identificato come Greg, il gruppo optò per la ricerca di un nuovo cantante, che troveranno in Rick Sanford, anch'egli alla ricerca di un gruppo. Poco dopo si aggiunsero il tastierista Michael Prince ed il chitarrista di Detroit Roger Romeo, che sostituì Donovan McKitty. McKitty era un chitarrista nero con una grande reputazione a Los Angeles. Tragicamente, solo un mese prima che iniziassero le sessioni per il debutto del gruppo, il chitarrista venne colpito da una grave malattia agli occhi, che se non avesse curato con un'operazione a New York, lo avrebbe reso completamente cieco. A seguito dell'operazione, McKitty si spostò in Gran Bretagna, dove collaborò per un periodo con alcuni ex membri dei Dirty Tricks. La prima registrazione dei Legs Diamond avvenne nel 1976 con il brano "Rat Race", inciso su un album promozionale distribuito dalla stazione radio di Los Angeles K-West. Quello stesso anno incontrarono Gene Simmons ad una festa organizzata dai Kiss. Il gruppo lo convinse a venire ad assistere ad una delle loro sessioni ed il bassista ne rimase colpito. In seguito Simmons fece in modo che i Legs partecipassero da gruppo spalla al tour dei Kiss di Rock and Roll Over. In questo modo il gruppo suonò davanti a 30.000 persone prima della pubblicazione del primo album. I Kiss chiesero di poter utilizzare il brano dei Legs "Satin Peacock", ma questi declinarono preferendo tenere la traccia per loro. Il gruppo strinse anche un'amicizia con i Deep Purple, dopo che questi assistettero alle loro prove. Questi fatti permisero al gruppo di venire notati e procurarsi un contratto con la major Mercury Records, che firmarono il 9 novembre del '76. I maggiori responsabili di questo contratto furono il produttore Derek Lawrence (Deep Purple, Wishbone Ash) ed il collaboratore della Mercury Cliff Burnstein. Una volta avviato l'accordo, i Legs Diamond iniziarono le registrazioni del loro debutto.
Nel 1977 verrà quindi pubblicato l'omonimo Legs Diamond, prodotto dallo stesso Lawrence, in occasione del quale Michael Gargano cambiò il suo nome in Michael Diamond. Secondo i piani, in origine tutta la band avrebbe dovuto adottare "Diamond" come cognome, ma qualcuno fece presente che in questo modo ci sarebbero stati due Michael Diamond nel gruppo. Il bassista decise di cambiare il cognome in ogni caso poiché Gargano era difficile da pronunciare. Il debutto ottenne forti riscontri nel sud degli Stati Uniti permettendo al gruppo di costruirsi una grande reputazione in Texas, regione che rimarrà sempre fedele ai Legs Diamond durante tutta la loro carriera. Curiosamente nel 1977, i Legs Diamond vennero citati nel film di Woody Allen Io e Annie, dove Paul Simon, nei panni di un produttore discografico, organizza una festa in una lussuosa villa ed afferma che l'abitazione era appartenuta al gruppo di Los Angeles. Il gruppo quindi partecipò a svariati tour con grandi nomi come Kiss, REO Speedwagon, Montrose, Styx, Ted Nugent, Angel e molti altri, senza però sfondare nelle classifiche. Poco tempo dopo iniziarono a produrre il seguito discografico. A Diamond Is a Hard Rock, secondo capitolo del quintetto californiano, venne prodotto da Eddie Leonetti, lo stesso uomo responsabile della produzione del disco degli Angel White Hot nello stesso periodo. Tuttavia, nonostante le sonorità non dissimili dal predecessore, il disco non ebbe i riscontri sperati ed ebbero luogo dei contrasti tra il management e la Mercury, che infine scioglierà il contratto con il gruppo. Questi troveranno presto un nuovo accordo con la piccola etichetta Cream Records. Il terzo album Fire Power arrivò nel 1979 e vedeva un cambio di sonorità verso linee più commerciali rispetto ai primi lavori, con l'intento di ottenere maggiori consensi. La Cream spinse il gruppo ad includere alcune reinterpretazioni, tra cui "You've Lost That Lovin' Feelin'" dei The Righteous Brothers. I Legs Diamond a questo punto non si affrettarono a registrare altro materiale con la label, specie dopo che questa annunciò i piani per includere un trombettista, per produrre l'eventuale successore di Firepower. Seguì inevitabilmente l'interruzione dei rapporti con l'etichetta. Roger Romeo annunciò la sua dipartita per intraprendere strade musicali più orientate sul pop. Il chitarrista diede inizio ad una collaborazione con il batterista Bobby Blotzer e il bassista Tom Croucier. Questo progetto però ebbe breve vita poiché entrambi raggiunsero la formazione dei Dokken. I Legs Diamond arruolarono come nuovo chitarrista Jimmy May, con cui registrarono una serie di nuove demo ai Pasha studios con il produttore Spencer Proffer. Ma il potenziale nuovo contratto sfumò, e le demo per la composizione di un eventuale nuovo album vennero accantonate (emergeranno solo nel 1999 nel disco Uncut Diamond). Sanford optò per abbandonare il gruppo e dare vita ad un nuovo progetto con il batterista dei The Knack.

### Anni 80
Viste le varie difficoltà ed il frequente ricambio di musicisti, il gruppo decise di cambiare nome, dapprima in Black N' Blue arruolando il cantante Tim Eaton. Questa incarnazione del gruppo durò poche settimane suonando solo un concerto prima di cambiare nuovamente nome in Belladonna e poi in Rag Doll. Sotto questo nome il gruppo partecipò ad una compilation dal nome di L.A.'s Hottest Unsigned Bands con i brani "Nobody's Fool" (in seguito inclusa nel disco Out On Bail) e "Love On The Side", realizzata per la Backhouse Records nel 1983. I Rag Doll suonarono per diversi mesi nei club californiani, tra cui alcuni show al fianco dei W.A.S.P., prima di sciogliersi. Diamond lasciò nuovamente il gruppo e Prince iniziò ad assemblare una nuova versione dei Legs Diamond con il bassista Mike Christie. Questo sostituì il precedente Greg Chaisson, membro degli Steeler e in futuro nei Badlands. Con il ritorno di Sanford il gruppo risorse definitivamente. Firmando per la piccola label di Los Angeles Target Records, il quintetto pubblicò un EP di 6 tracce, Out on Bail, che segnò il loro ritorno nel 1984 e dove iniziarono ad indirizzarsi sullo stile AOR ed in genere su un heavy metal maggiormente melodico e commerciale. Grazie ai riscontri positivi ottenuti in Gran Bretagna, la Music For Nations realizzò il disco in Europa, trasformandolo in un full-length con l'inclusione di due tracce aggiuntive, e mantenendo i contatti per futuro materiale. Jeff Poole, che era stato costretto ad usare una batteria elettronica della Simmons durante le incisioni di Out On Bail per problemi in studio, abbandonò il gruppo dopo il termine delle sessioni. Ansiosa di tornare ad esibirsi, la formazione assunse l'ex batterista della band di Lita Ford Dusty Watson. Con il nuovo membro venne pubblicato quindi Land of the Gun (assieme ad un EP intitolato Turn to Stone e due tracce bonus nel Regno Unito), che venne autoprodotto. Nonostante sulla copertina del disco fosse stato ritratto il batterista Jonathan Valen (questo suonò per i Judas Priest nel tour americano del disco Turbo nel 1986), in realtà egli non suonò mai con il gruppo, ma apparve solo sul retro del disco poiché Watson fu impossibilitato a partecipare alle fotografie per la copertina.
Il gruppo si sciolse nel 1987 e Mike Prince assemblò i Roq Royale, che includevano il cantante Nate Schaefer, il chitarrista Billy Cannon, il bassista Jean Paul Tante ed il batterista John Merritt. Questa band firmò per la Atlantic Records e registrò un disco dal titolo omonimo prodotto da Roy Thomas Baker (Queen, The Cars, Cheap Trick), che includeva le reinterpretazioni dei Legs Diamond "Walk Away" e e "The Hard Way". Durante questo periodo si assistette all'esplosione dello sleaze metal, e gruppi di questa corrente come i Guns N'Roses affermarono di essere stati dei grandi fans dei Legs Diamond nel loro primo periodo. Infine, Prince scelse di riformare i Legs Diamond nel 1989 venendo raggiunto da Sanford, il chitarrista originale Roger Romeo, il bassista Mike Christie ed il ritrovato Dusty Watson dietro i tamburi.

### Anni 90
I fan dei Legs Diamond rimasero fedeli negli anni, ed il boss della Metal Blade Records, Brian Slagel, ammise che il gruppo influenzò la sua passione per la musica da giovane. Il gruppo quindi firmò per la Metal Blade e pubblicò nel 1990 il sesto album (il primo su CD), Town Bad Girl. Il disco proponeva una versione rivisitata della traccia "Stage Fright", in origine brano di punta contenuto nell'album di debutto del 1977. I Legs girarono anche il loro primo videoclip, "I Am For You", che venne trasmesso su MTV sia negli USA che in Europa. Quello stesso anno venne pubblicata anche una raccolta contenente i dischi Out on Bail e Land of the Gun in un unico disco. Sanford rimase però vittima di un incidente motociclistico che fece saltare i piani per il loro tour europeo, e Jeff Marcus subentrò al posto di Romeo. I californiani suonarono un tour britannico nel 1991. Diamond venne coinvolto per un breve periodo in un nuovo progetto fondato dal bassista dei Dokken Jeff Pilson chiamato War & Peace. Questa band, nel quale militavano anche il chitarrista Randy Hansen e il batterista Vinnie Appice (ex Dio, Black Sabbath), fallì nell'assicurarsi un contratto discografico, e dopo aver registrato qualche sessione, si sciolse nel 1992. Tuttavia nel 1999 venne pubblicata una raccolta del gruppo intitolata The Flesh and Blood Sessions, nel quale figurava anche Diamond dietro le quattro corde. Qualche anno dopo i War & Peace verranno riformati come una sorta di progetto solista di Pilson, senza però la presenza di Diamond. L'album dal vivo Captured Live, registrato il 28 aprile 1990 a San Antonio, Texas, vide la pubblicazione nel 1992. Verso la fine dell'anno seguirono delle date britanniche, tra cui uno show al Marquee Club. L'anno successivo venne inciso il settimo album in studio dei Legs Diamond, The Wish, realizzato per la Music for Nations. Dopo questo seguì il più lungo periodo di pausa del gruppo senza però che venisse annunciato alcuno scioglimento ufficiale.
Nel frattempo venne diffusa la notizia che Michael Prince stesse lavorando niente meno che con Michael Jackson come membro della sua touring band, mentre nel 1998 venne pianificata la pubblicazione dei primi tre dischi dei Legs Diamond su CD per la prima volta. Nel 1999 venne pubblicato per la Zoom Club Records il quarto disco irrealizzato, Uncut Diamond, in origine inciso nel 1980 e mai pubblicato. Romeo creò un nuovo gruppo in stile blues rock chiamato The Riff Rockers, assieme a Jeff Poole, il bassista Teddy Kaye ed il batterista Nicky Ford. Il debutto di questa band, Pop's Got The Blues, vide la luce nel 1999.

### Anni 2000
Nel 2000 i Legs Diamond si riunirono composti da Sanford, Prince, Poole, il nuovo bassista Adam Kury e il chitarrista Jeff Marcus. Il gruppo aveva mantenuto la sua reputazione, e suonò in occasione di uno show di supporto ai Dio e Budgie davanti a 6.000 persone alla Sunken Gardens Arena di San Antonio, Texas quell'aprile. Kury successivamente prenderà parte ad un progetto parallelo del cantante degli L.A. Guns Phil Lewis chiamato The Liberators. Due anni dopo i Legs parteciparono nuovamente ad un concerto a San Antonio con i Saxon e Moxy. Quello stesso anno la Zoom Club pubblicò The Collection, un box set in edizione limitata contenente i primi 4 dischi. La formazione, composta ora da Rick Sanford, Michael Prince, Jeff Poole, Roger Romeo e Adam Kury, segnò il suo ritorno nel 2004, firmando per l'etichetta AOR Heaven per un nuovo album in studio. Come avveniva da tradizione ogni due anni, il gruppo partecipò nuovamente ad un concerto alla Sunken Gardens Arena di San Antonio in settembre, ormai nominato "The Legends Of San Antonio Rock", con Montrose, Starz, Michael Schenker Group e Uli Jon Roth. Il gruppo, tramite la loro label, la Diamond Records, realizzò una compilation intitolata Favorites Volume One nel 2004, contenente due nuovi brani. L'anno successivo viene pubblicata la ristampa di Out On Bail con l'aggiunta di tre tracce bonus. I Legs, durante il concerto a San Antonio notarono il cantante dei Montrose John Levesque e rimasero colpiti dal suo talento. I rapporti con Rick Sanford cominciarono a deteriorarsi: il cantante si era spostato a San Antonio e risultava difficile provare e comporre materiale con il gruppo a causa della distanza. Inoltre a detta della band, Sanford stava cominciando a perdere qualità vocale già dal '94/'95, anche a causa del mancato esercizio. Così nel primo 2005, i Legs arruolarono il nuovo cantante John Levesque, che oltre ad aver militato nei Montrose per breve nel 2004, era stato voce dei Wild Horses. Questa formazione incise il nono album, che prese il titolo di Diamonds Are Forever e venne pubblicato nel 2006. Seguirono subito dopo delle date americane ed europee al "United Forces Of Rock" festival, e in ottobre al Rockfabrik di Ludwigsburg, Germania.

## Formazione

### Formazione attuale
- John Levesque - voce (2005-oggi)
- Roger Romeo - chitarra (1975-79, 1989-90, 2004-oggi)
- Michael Prince - tastiere, chitarra (1975-80, 1984-87, 1989-93, 2000-oggi)
- Adam Kury - basso (1993, 2000-oggi)
- Jeff Poole - batteria (1975-80, 1984, 2000-oggi)

### Ex componenti
- Rick Sanford - voce (1975-80, 1984-87, 1989-93, 2000-05)
- Michael Diamond (Michael Gargano) - basso (1975-80)
- Jim May - chitarra (1979, 1984-89)
- Greg Chaisson - basso (1984)
- Mike Christie - basso (1984-93)
- Jeff Stuart Marcus - chitarra (1990-93, 2000-04)
- Dusty Watson - batteria (1984-87, 1989-93)

## Discografia

### Album in studio
- 1977 - Legs Diamond
- 1978 - A Diamond Is a Hard Rock
- 1979 - Fire Power
- 1985 - Out on Bail
- 1986 - Land of the Gun
- 1990 - Town Bad Girl
- 1993 - The Wish
- 1999 - Uncut Diamond (registrato nel 1980)
- 2006 - Diamonds Are Forever

### EP
- 1984 - Out on Bail
- 1986 - Turn to Stone

### Live
- 1992 - Captured Live

### Raccolte
- 1990 - Out on Bail/Land of the Gun
- 2003 - The Collection [box set]
- 2004 - Favorites Volume One
- 2009 - Right on Target: Volume One [box set]